# باروری طبیعی
باروری طبیعی (انگلیسی: Natural fertility) نوعی باروری بدون پیشگیری از بارداری و کنترل تعداد فرزندان متولد شده از والدین است. شواهدی وجود دارد که نشان می‌دهد در کشورهای غیر اروپایی میزان کنترل از تولد در سطح کمی انجام می‌شود. با مدرن شدن جامعه، باروری طبیعی کاهش می‌یابد. زنان در یک جامعه پیش مدرنیزه معمولاً تا سن ۵۰ سالگی تعداد زیادی فرزند به دنیا می‌آورند، در حالی که زنان در جامعه پسامدرنیزه زنان در همان سن تعداد کمی فرزند را به دنیا می‌آورند. با این حال، در طول مدرنیزه شدن، قبل از اینکه تنظیم خانواده عملی شود، باروری طبیعی افزایش می‌یابد.
جمعیت‌های تاریخی به‌طور سنتی ایده باروری طبیعی را با نمایش نمادهای باروری ارج نهاده‌اند.

## باروری طبیعی در عمل

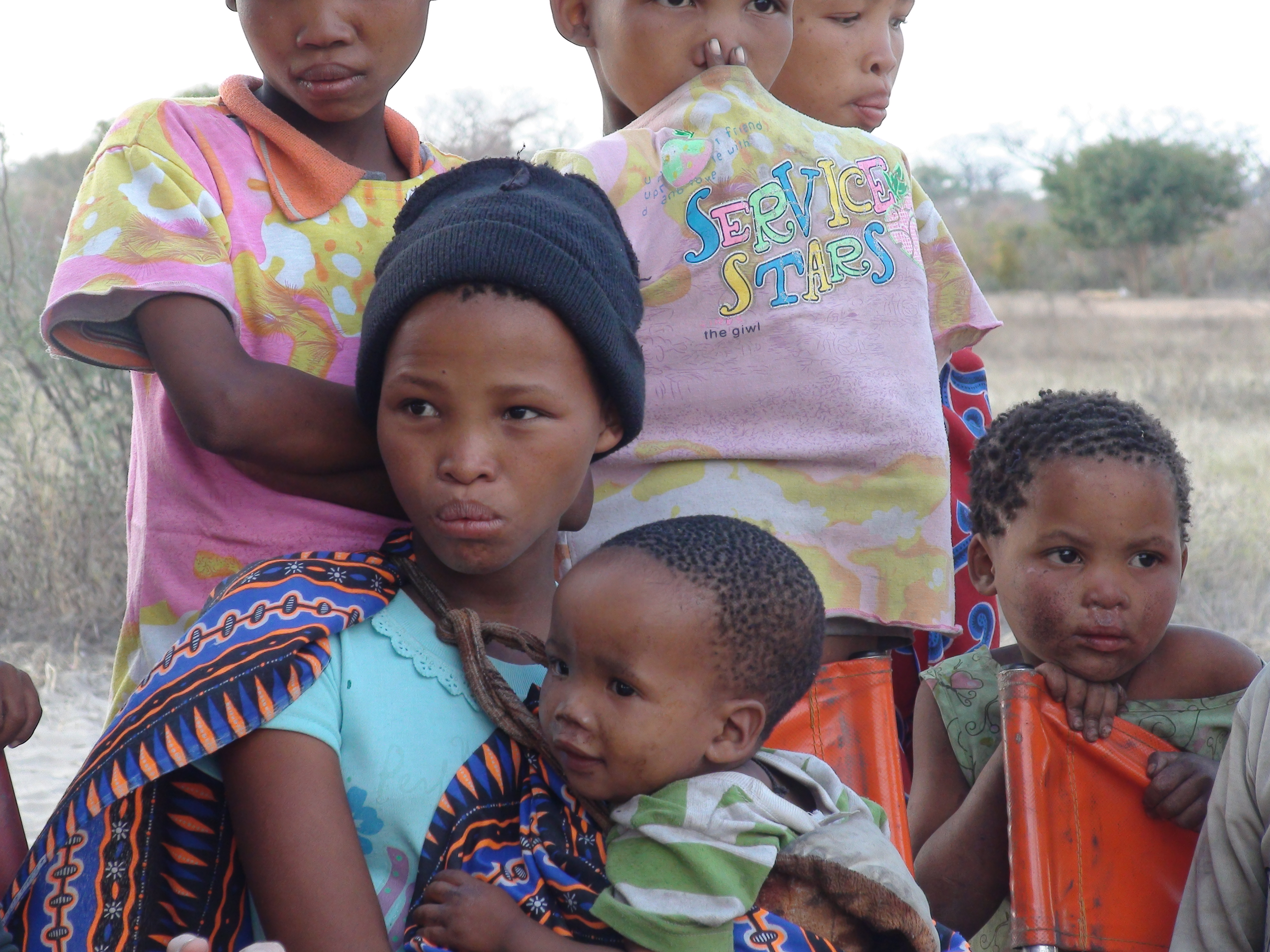
برخی از قبایل مردم سان به دلیل استفاده نکردن از هیچ گونه روشی برای جلوگیری از تولد، باروری طبیعی را انجام می‌دهند

- جوامع هاترایت در روسیه، منیتوبا، ساسکاچوان، آلبرتا، ساسکاچوان، بریتیش کلمبیا، واشینگتن، اورگن، مینه‌سوتا، داکوتای شمالی و جنوبی و مونتانا هیچ گونه کنترل بارداری را اعمال نمی‌کنند.
- لاستادینیسم (لوتریان رسولی) هیچ گونه کنترل تولد را انجام نمی‌دهند. برخی از جوامع در شمال اسکاندیناوی عمدتاً «لاستادین» هستند.
- جوامع آمیش‌های دنیای قدیم از استفاده از هر نوع روش کنترل تولد توسط مذهب خود منع شده‌اند و تمایل دارند که نرخ باروری بالایی داشته باشند.
- مردم کونگ در نامیبیا، بوتسوانا و آنگولا هیچ گونه کنترل بارداری را انجام نمی‌دهند. با این حال، نرخ باروری کل آنها معمولاً به دلیل منابع مالی و غذایی کم و در نتیجه افزایش آلودگی‌پذیری شیردهی، کمتر از سایر جمعیت‌های باروری طبیعی است. نوزادکشی ممکن است در طی دوره‌هایی برای جبران افزایش جمعیت و حفظ منابع رخ دهد.

### دلایل

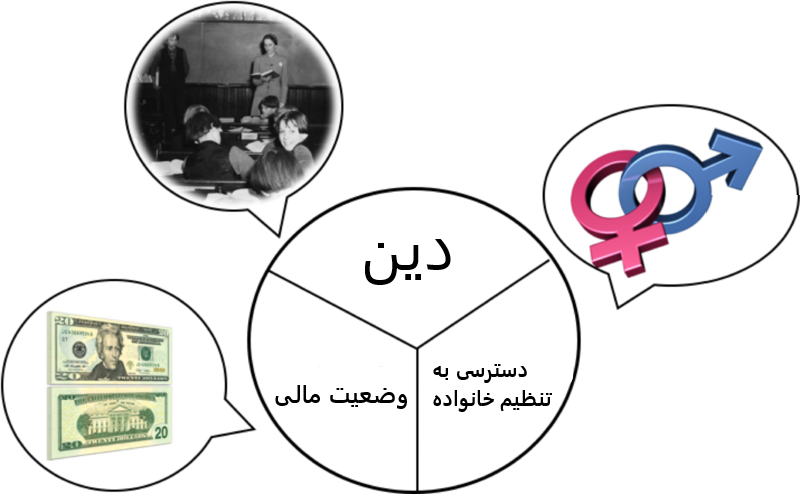
سه دلیل اصلی برای عمل به باروری طبیعی

دلایل رایجی که جوامع یا افراد برای باروری طبیعی انجام می‌دهند عبارتند از: نگرانی در مورد شرایط پزشکی (از جمله ناباروری در آینده)، شرایط بهداشتی از قبل موجود (از جمله سندرم تخمدان پلی‌کیستیک)، هزینه کنترل بارداری، ممنوعیت‌های مذهبی، عدم در دسترس بودن وسایل کنترل تولد و کمبود اطلاعات. در مورد روش‌های پیشگیری از بارداری هم موقعیت مکانی در رابطه با در دسترس بودن روش‌های پیشگیری از بارداری و هم عدم آموزش پیشگیری از بارداری اثر گذار است. برای مثال، مناطق کمتر توسعه‌یافته، از جمله، اما نه محدود به مناطقی که در سرتاسر آفریقای داخلی گسترش می‌یابند، به داروهای لازم برای کنترل باروری یا درس‌های آموزنده‌ای که استفاده صحیح از آنها را توصیف می‌کنند، دسترسی ندارند.